# Véu de Noiva (telenovela)
Véu de Noiva é uma telenovela brasileira produzida e exibida pela TV Globo de 14 de outubro de 1969 a 6 de junho de 1970, em 221 capítulos. Substituiu Rosa Rebelde e foi substituída por Irmãos Coragem, sendo a 8ª "novela das oito" exibida pela emissora.
Escrita por Janete Clair, dirigida por Daniel Filho e produzida em preto-e-branco.

## Enredo
Andréa (Regina Duarte) é uma moça de família humilde, que está de casamento marcado com o pianista Luciano (Geraldo del Rey), que mantém um caso com sua irmã, Flor (Myriam Pérsia). No dia do casamento, após descobrir o envolvimento dos dois, Andréa sofre um acidente de carro com Luciano e o piloto de corridas Marcelo Montserrat (Cláudio Marzo), que vinha em direção contrária à de Luciano. Luciano se fere nas mãos, mas Andréa "ganha" uma cicatriz no rosto.
Durante o período de internação, Andréa, que já conhecia Marcelo – ela sempre acompanhou pelo rádio sua atuação nas pistas de corrida – apaixona-se pelo piloto, tendo como rival a vilã Irene (Betty Faria), noiva do rapaz. Andréa e Marcelo se casam em segredo, numa cerimônia íntima, contrariando a mãe dele, Helena (Glauce Rocha), que não aprova a união. Sob os cuidados do renomado cirurgião plástico dr. Jorge Albertini (Álvaro Aguiar), Andréa aguarda o momento de fazer uma cirurgia na face.
Luciano abandona Flor ao descobrir que ela está grávida. Ela, como não quer assumir o filho sozinha, por vergonha de ser mãe solteira, entrega a criança para a irmã. Algum tempo depois, Flor se casa com Armando (Carlos Eduardo Dolabella), que quer ter filhos. Ao saber que não pode mais ser mãe, Flor resolve pedir seu filho de volta. As irmãs passam a disputar a guarda da criança. O caso chega aos tribunais, e Andréa vence a disputa.
No decorrer da trama, Luciano é assassinado, sua morte levanta suspeitas sobre vários personagens da história e a identidade do responsável perdura até os capítulos finais da trama.

## Elenco
- Regina Duarte - Andréa / Roberta / Maria Célia
- Cláudio Marzo - Marcelo Montserrat
- Myriam Pérsia - Flor
- Geraldo del Rey - Luciano
- Betty Faria - Irene
- Cláudio Cavalcanti - Renato Madeira
- Carlos Eduardo Dolabella - Armando
- Miriam Pires - Mariana
- Zeni Pereira - Dora
- Neuza Amaral - Lurdes
- Márcia Rodrigues - Tatiane
- José Augusto Branco - Sérgio
- Ênio Santos - Eugênio
- Glauce Rocha - Helena
- Paulo José - Zé Mário (José Mário)
- Zilka Salaberry - Cora
- Djenane Machado - Maria Eduarda
- Gilberto Martinho - Felício
- Ana Ariel - Rosa
- Álvaro Aguiar - Dr. Jorge Albertini
- Oswaldo Loureiro - Chico (Francisco)
- Suzana Faini - Dulce
- Emiliano Queiroz - Tomaz
- Suzana de Moraes - Suzana
- Darlene Glória - Leda
- Lourdinha Bittencourt - Olga
- Mary Daniel - Mariana
- Paulo Gonçalves (ator) - Seu Lorena
- Jorge Cherques - Wilson
- Júlio César - Antônio Lopes

## Produção e exibição
| “ | Em Véu de Noiva tudo acontece como na vida real. A novela-verdade. | ” |

Durante a exibição pela Globo da telenovela anterior, Rosa Rebelde, a emissora concorrente TV Tupi lançou a telenovela Beto Rockfeller, que, como produto, distinguia-se enormemente do que vinha sendo produzido pela teledramaturgia brasileira. Como resultado, obteve grande audiência e repercussão e fez com que a direção da Globo observasse uma necessidade de modificar a estrutura de seus folhetins, em substituição ao fracassado modelo, capitaneado até então por Glória Magadan, de telenovelas de época situadas em países estrangeiros e apoiando-se fortemente em enredos de capa-e-espada, baseados em livros de autores de fora do Brasil. O mundo de castelos, masmorras, calabouços, galeões espanhóis de Glória foi substituído por uma imagem de um Rio de Janeiro luminoso, que é o principal cenário para as telenovelas desde então. Ao lado de Daniel Filho, Janete Clair desenvolveu a trama de Véu de Noiva tendo como base a radionovela Vende-se um Véu de Noiva, que Janete havia produzido anteriormente. A radionovela, por sua vez, havia sido inspirada por um anúncio na seção de classificados de um jornal que promovia "a venda de um véu de noiva".
O então diretor da Globo Boni se mostrou inicialmente receoso com a escolha das corridas de automobilismo de Fórmula 1 como um dos temas da telenovela, mas foi convencido por Daniel Filho de que o tema traria a modernidade almejada pela Globo à produção - e essa escolha funcionou como um engenhoso plano de promoção das corridas, no período em que o piloto brasileiro Emerson Fittipaldi mostrava-se bem-sucedido na competição. Para contribuir com a promoção das corridas, que até então não eram populares no Brasil, a produção gravou cenas em autódromos e, posteriormente, incluiu uma participação especial do piloto Jackie Stewart. Acrescentava ainda uma referência à estreia da atriz Regina Duarte na TV Globo. A escalação da atriz foi mais um esforço da emissora para conquistar o público de São Paulo, ao trazer para seus quadros uma atriz paulista de grande sucesso.
Por volta do trigésimo capítulo, Geraldo del Rey, que interpretava Luciano, pediu para sair da trama, pois havia sido convidado para trabalhar na TV Tupi. Foi quando Janete Clair iniciou a longa série dos famosos assassinatos de novelas, conhecidos por "quem matou?", após o misterioso assassinato do personagem Luciano, que havia sido morto pela personagem Rosa, interpretada por Ana Ariel. Assim, a saída do ator não criou nenhum problema, muito pelo contrário, serviu para criar o famoso bordão e fazer explodir a audiência da novela no país. A disputa das personagens de Regina Duarte e Myrian Pérsia pela guarda da criança começava a mobilizar o país. Na novela, o caso foi parar na Justiça e Daniel Filho, o diretor da trama, teve a ideia de realizar um julgamento de verdade em cena. Solicitou a um juiz de verdade, Eliézer Rosa, que armasse um júri; os destinos da novela foram parar nas mãos do juiz. Nem a autora, nem os atores e nem o próprio diretor sabiam por antecipação qual seria o resultado, ou seja, o fim da novela. Para não perder a emoção o julgamento foi gravado direto, sem ensaio. A tensão das atrizes era, portanto, totalmente real. Por fim, ganhou a mãe adotiva, personagem de Regina.
Com essa novela Janete Clair também implantou as tramas paralelas, hoje recorrentes (e essenciais) em qualquer texto de novela. Esta foi a primeira novela a ter músicas especialmente compostas para sua trilha sonora, produzida por Nelson Motta. Um grande sucesso foi "Teletema", interpretada pela cantora Regininha. "Irene", canção que Caetano Veloso fez antes de partir para o exílio na Inglaterra, foi gravada por Elis Regina exclusivamente para a novela. Chico Buarque, também exilado, enviou da Itália a música "Gente Humilde", que compôs em parceria com Vinícius de Moraes. "Véu de Noiva" foi a primeira novela a lançar um disco com trilha sonora. Segundo Daniel Filho, o diretor da novela, essa foi uma grande jogada de marketing, porque um produto promovia o outro, numa época em que a TV Globo ainda não tinha a grande hegemonia no mercado televisivo brasileiro.
Antes de sua grande estreia as gravações de Véu de Noiva foram interrompidas. A novela Rosa Rebelde já tinha seu último capítulo escrito e preste a ser gravado, quando em 1969 um incêndio afetou a TV Globo São Paulo. No local era gravada a novela das sete A Cabana do Pai Tomás, elenco e cenário foram transferidos para a sede do Rio de Janeiro. Porém, tinha um problema, a Globo Rio não podia arcar com tantas novelas ao mesmo tempo, A Ponte dos Suspiros, A Cabana do Pai Tomás e a substituta de Rosa Rebelde que seria Véu de Noiva, o jeito foi alongar Rosa Rebelde, Janete Clair precisou parar o roteiro de Véu de Noiva e escrever mais cem capítulos de Rosa Rebelde.
O episódio exibido em 1º de janeiro de 1970 cravou 13 pontos exatos de audiência, a menor audiência de uma novela das oito na história da TV Globo até 2024.

## Música
Véu de Noiva foi a primeira telenovela da TV Globo, a ter uma trilha sonora concebida especialmente para a trama.
A trilha sonora original foi lançada pela gravadora Philips Records em dezembro de 1969 no formato de LP, conta com direção de produção de Nelson Motta, contem a mistura de músicas instrumentais e canções vocais que embalaram as cenas da novela.
O álbum começa com a música instrumental "Tema de Luciano", composição de César Camargo Mariano e interpretado por Luiz Eça, que é o tema do personagem homônimo, Luciano (vivido por Geraldo del Rey). A segunda canção é "Tele Tema (Tema de Amor)", compostos por Antônio Adolfo e Tibério Gaspar, interpretada pela cantora Regininha, é o tema principal do casal Andrea e Marcelo (vívidos por Regina Duarte e Cláudio Marzo), sua melodia romântica que sublinha a paixão e os desafios enfrentados pelo casal central, que busca superar obstáculos e mal-entendidos. A terceira faixa é "Azimuth (Mil Milhas - Tema de Marcelo)", composição de Marcos Valle e Novelli, interpretado pelo grupo Apolo IV, é o tema do personagem Marcelo (vívido por Cláudio Marzo) e também o tema de abertura, a menção a "Mil Milhas" e o dinamismo da música remetem direitamente as corridas de carro na trama. A quarta canção é "Gente Humilde", com melodia de Garôto e letras de Vinicius de Moraes e Chico Buarque, interpretada pela cantora Márcia, é o tema do núcleo de Andreia (vivida por Regina Duarte), refletindo suas origens simples e a realidade da sua família. A quinta faixa, "Depois da Queda", composição e interpretação instrumental de Roberto Menescal, é o tema da personagem Flor (vivida por Myrian Pérsia), acompanhando seus momentos dramáticos na trama. A sexta canção, "Irene", composição de Caetano Veloso e interpretada por Elis Regina, é o tema da personagem homônima, Irene (vivida por Betty Faria), a noiva de Marcelo que se vê em uma disputa amorosa com Andrea.
A sétima canção é "Andréa", compostos por Dory Caymmi e Nelson Motta, e interpretada pela cantora Joyce, é o tema da personagem homônima, Andréa (vivida por Regina Duarte), refletindo sua personalidade e trajetória na novela. A oitava faixa é a segunda aparição de "Azimuth (Mil Milhas - Tema de Marcelo)", pela Apolo IV, de mesmos compositores de Marcos Valle e Novelli reforça o tema de Marcelo (vivido por Cláudio Marzo) e das corridas, também o tema de abertura. A nona faixa é a segunda versão de "Tele Tema (Tema de Amor)", de Antônio Adolfo e Tibério Gaspar, desta vez interpretada por Regininha e Laércio, reafirma o tema central do romance entre Andrea (vivida por Regina Duarte) e Marcelo (vivido por Cláudio Marzo), simbolizando a união e os sentimentos compartilhados pelo casal principal em sua jornada. A décima faixa é a segunda versão de "Irene", de Caetano Veloso, interpretado por Wilson das Neves em versão instrumental, também contribui para a ambientação da personagem Irene (vivida por Betty Faria) na trama. A décima-primeira faixa é "Abertura", composto por Guilherme Dias Gomes e interpretado pelo grupo The Youngstars, que é o tema de introdução geral da telenovela. A trilha sonora Véu de Noiva termina com a versão instrumental de "Tele Tema (Tema de Amor)", de Antônio Adolfo e Tibério Gaspar, e interpretado pelo trompetista Cláudio Roditi, complementa o tema de romance do casal Andrea e Marcelo (vividos por Regina Duarte e Cláudio Marzo), sem a necessidade de vocais.

### Lista de faixas
| Lado A |                                                                               |                               |                  |         |  |
| N.º    | Título                                                                        | Compositor(es)                | Intérprete(s)    | Duração |  |
| 1.     | "Tema de Luciano"                                                             | César C. Mariano              | Luiz Eça         | 3:11    |  |
| 2.     | "Tele Tema (Tema de Amor)" (Tema da Andréa e Marcelo)                         | Antônio Adolfo Tibério Gaspar | Regininha        | 3:33    |  |
| 3.     | "Azimuth (Mil Milhas - Tema de Marcelo)" (Tema de Marcelo e tema de abertura) | Marcos Valle Novelli          | Apolo IV         | 3:29    |  |
| 4.     | "Gente Humilde" (Tema de núcleo da Andréa)                                    | Garôto Vinicius Chico Buarque | Márcia           | 3:09    |  |
| 5.     | "Depois da Queda" (Instrumental, Tema da Flor)                                | Roberto Menescal              | Roberto Menescal | 2:18    |  |
| 6.     | "Irene"                                                                       | Caetano Veloso                | Elis Regina      | 1:37    |  |

| Lado B |                                                                               |                                |                     |         |  |
| N.º    | Título                                                                        | Compositor(es)                 | Intérprete(s)       | Duração |  |
| 7.     | "Andréa"                                                                      | Dory Caymmi Nelson Motta [ 7 ] | Joyce               | 1:48    |  |
| 8.     | "Azimuth (Mil Milhas - Tema de Marcelo)" (Tema de Marcelo e tema de abertura) | Marcos Valle Novelli           | Apolo IV            | 4:23    |  |
| 9.     | "Tele Tema (Tema de Amor)" (2ª versão, Tema de Andréa e Marcelo)              | Antônio Adolfo Tibério Gaspar  | Regininha e Laércio | 3:35    |  |
| 10.    | "Irene" (versão instrumental)                                                 | Caetano Veloso                 | Wilson das Neves    | 2:18    |  |
| 11.    | "Abertura"                                                                    | Guilherme Dias Gomes           | The Youngstars      | 1:31    |  |
| 12.    | "Tele Tema (Tema de Amor)" (versão instrumental)                              | Antônio Adolfo Tibério Gaspar  | Cláudio Roditi      | 3:34    |  |

### Ainda
A telenovela chegou a apresentar canção internacional em seus capítulos. A canção I'll catch the sun, de Glenn Yarbrough, foi inserida em seus capítulos e a CBD lançou um compacto com a canção, o qual indica ser tema da telenovela.

### Recepção
A trilha sonora de Véu de Noiva obteve excelente repercussão comercial, sendo considerada um divisor de águas no mercado fonográfico brasileiro. Lançado pela Philips em dezembro de 1969, o álbum alcançou a expressiva marca de 70 mil cópias vendidas.
O êxito de vendas é atribuído ao seu formato inovador, foi o primeiro LP com uma trilha sonora original, composta especialmente para a trama de uma telenovela, e ao enorme sucesso da canção "Tele Tema". A faixa, interpretada por Regininha e tema do casal protagonista, dominou as rádios do país e impulsionou a popularidade e a comercialização do disco.

### Lançamento internacional
Internacionalmente, a trilha sonora original da telenovela Véu de Noiva foi lançada em CD apenas no Japão em 28 de junho de 2000 pelas gravadoras Philips e Mercury, distribuído pela Universal Music K.K. (atual Universal Music Japan). Esta edição reúne as composições originais remasterizadas do LP, e teve produção sonora aprimorada para esse formato, sendo a primeira reedição em CD, mas nunca foi relançada no Brasil.
Em 10 de junho de 2015, o CD foi relançado no Japão pela Universal Music International (também conhecida como Universal Music Japan), em edição limitada e remasterizada que homenageia o LP original de 1969.

## Adaptações
- Velo de novia (1971) telenovela mexicana produzida pela Televisa e protagonizada por Julissa e Andrés García.
- Velo de novia (2003) telenovela mexicana produzida pela Televisa e protagonizada por Susana González e Eduardo Santamarina, ainda mesclando com a telenovela Yo no creo en los hombres.
- Vende-se um Véu de Noiva (2009) telenovela brasileira produzida pelo SBT e protagonizada por Day Mesquita e Daniel Alvim. Tratou-se de um reboot da radionovela de Janete Clair.